# Unionbrücke (Radebeul)
Die Unionbrücke ist eine Autobahnbrücke der Bundesautobahn 4. Sie überspannt im Osten der sächsischen Stadt Radebeul nahe der Außengrenze zu Dresden die Meißner Straße (sächsische Staatsstraße 82), das dort liegende Industriegebiet mit dem Areal der ehemaligen Union-Werke sowie die gleich östlich des Bahnhofs Radebeul Ost liegenden Rangierflächen und Gleisanlagen der Bahnstrecke Leipzig–Dresden.
Die ursprüngliche Bezeichnung des 1935/37 errichteten Bauwerks war Überschneidungsbrücke beim Bahnhof Radebeul (Bauwerk BW 09), die jedoch bereits in der Bauphase durch die Bezeichnung Unionbrücke ersetzt wurde, da für den Bau Bauwerksteile der überspannten Union-Werke an den Bauträger übereignet und dann abgerissen werden mussten.
Im Rahmen des Verkehrsprojekts Deutsche Einheit Nr. 15 wurden große Teile der alten Unionbrücke 1997 abgebrochen. Die neue Unionbrücke wurde bis zum Jahr 2000 an gleicher Stelle auf doppelter Breite neu errichtet, wobei der Streifen der alten Unionbrücke heute die westgehenden A4-Spuren trägt, während die ostgehenden Spuren in gleicher Breite danebengebaut wurden.
Auch heute noch werden die Achsen des Bauwerks (Widerlager, Pfeiler und Stützen) in ursprünglicher Richtung, also in Richtung Görlitz, gezählt, was entgegengesetzt zur heutigen Kilometrierung der A 4 läuft.

## Geschichte
Die Unionbrücke wurde ab 1935 als vierspuriges Bauwerk der Strecke 73 Dresden−Bautzen−Görlitz der Reichsautobahn errichtet. Der Nullpunkt der Autobahnstrecke lag bei der Anschlussstelle Dresden-Neustadt; er wurde mit der Streckeneröffnung 1937 an den Abzweig nach Berlin (Autobahndreieck Dresden-Nord) verlegt. Zwischen der Trassenführung im Süden auf Brachland des Staatsforstes auf Kaditzer Flur sowie der Dresdner Jungen Heide im Norden wurde nach Überquerung der Eisenbahntrasse und der Rangierflächen des Bahnhofs das dichtbebaute Radebeuler Industriegebiet durchschnitten. Dicht vorbei an den westlich gelegenen Industriebauten der Firma Koebig führte die leicht geschwungene Trasse (Radius 2000 Meter) über das Areal der Union-Werke. Diese mussten das westlichste Land abtreten, woraufhin die dort stehenden Industriebauten abgebrochen wurden, um eine Häuserschlucht freizumachen, durch die die beiden insgesamt 19 Meter breiten Brückenkörper hindurchpassten.
Die Brücke überstand den Zweiten Weltkrieg weitgehend unbeschadet, sie diente der Roten Armee zum Vormarsch und später zu einem nennenswerten Teil dem Verkehr im Süden der Sowjetischen Besatzungszone. Zu DDR-Zeiten war die Fahrbahnplatte stark in Mitleidenschaft gezogen und zahlreich ausgeflickt, während sich das stützende Bauwerk bei den Prüfungen ohne gravierende Schäden zeigte. 1965 und 1966 wurden in Längsrichtung drei Laufstege zur Prüfung, Wartung und Pflege eingebaut, da es keine Besichtigungswagen wie bei anderen Stahlvollwandbrücken gab.
In den Jahren 1967/68 wurden der Anstrich der Stahlbauten sowie der Fahrbahnbelag und die Fahrbahnübergänge grundhaft erneuert: Die Verschleißschicht aus Eisenbeton sowie das Großpflaster auf dem nördlichen Widerlager nach Görlitz und der Rampe am südlichen Dresdner Widerlager wurden durch eine Betonasphaltdecke ersetzt. Die Schleppbleche der Fahrbahnübergänge wurden wegen loser Haltebolzen gegen patentierte Übergänge des Typs „Autobahn“ ausgetauscht. Kurz danach, noch im Jahr 1968, wurde die Brücke wegen der Ereignisse um den Prager Frühling von Warschauer-Pakt-Panzern genutzt, die dabei die Fahrbahnübergänge schwer beschädigten. In Folge der Prüfung von 1970, bei der der Fahrbahnbelag aus Bitumen-Beton B80 Blasenbildung und Beschädigungen aufwies und der Außenschrammbord aus Granitsteinen sich zerstört zeigte, war eine Geschwindigkeitsbegrenzung von 60 km/h unerlässlich.

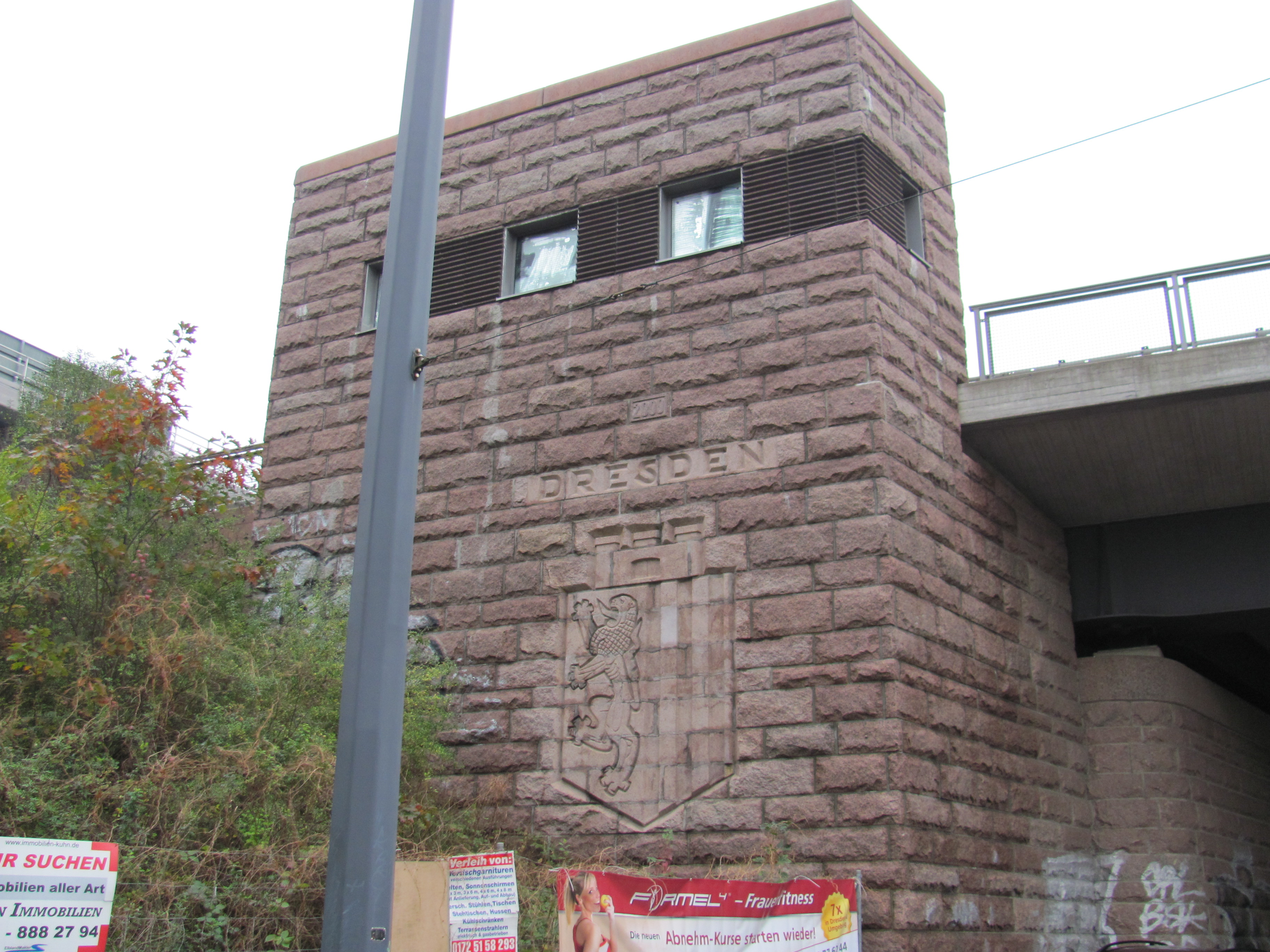
Wappen Dresden am nördlichen Damm, Blick Richtung Osten, datiert 2000

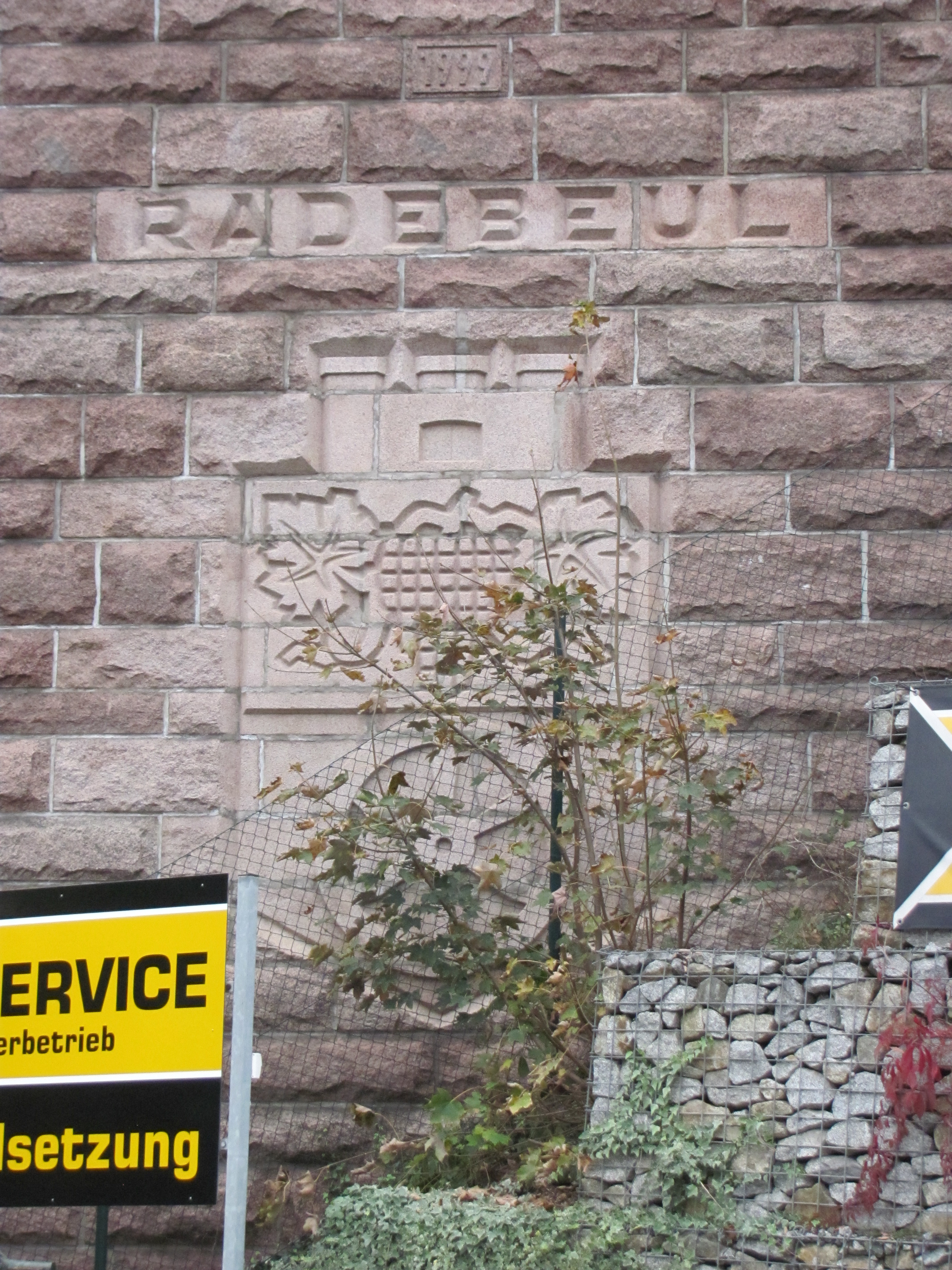
Wappen Radebeul am nördlichen Damm, Blick Richtung Westen, datiert 1999

Es dauerte bis 1983/84, dass zumindest die Richtungsfahrbahn Richtung Eisenach durch den Einbau einer bewehrten Betonplatte grundhaft erneuert wurde. Die Richtungsfahrbahn Richtung Görlitz wurde später wegen Spurrillen und Aufwölbungen lediglich abgefräst. Auch nach der Wende wurde 1992 die Fahrbahn erneut abgefräst und durch eine Splittmastixasphaltschicht aufgebaut. Dabei verstopften die Abflüsse, die daher später ausgebaut und freigemacht werden mussten. 1994 wiesen die ostgehenden Fahrbahnen erneut starke Spurrillenbildung und Verdrückungen der zwei Jahre alten Schwarzdecke auf.
Im Rahmen des Verkehrsprojekts Deutsche Einheit Nr. 15 sollte die BAB4 von vier auf sechs Fahrstreifen mit Standspuren erweitert werden. Dies erforderte, die bestehende Unionbrücke abzubrechen und neuzuerrichten, wobei der historische Charakter der alten Stahlbrücke weitestgehend erhalten bleiben sollte. Da das neue Bauwerk für sechs Fahrspuren nebst Standspuren etwa 39 Meter breit werden würde, musste Bauraum geschaffen werden. Das nach der Wende leerstehende Gebäude der Betriebsschule des TuR Dresden, vormals das große Fabrikgebäudes der ehem. Union-Werke, wurde abgerissen. Östlich der sich weiterhin in Betrieb befindlichen alten Unionbrücke wurde die neue Fahrbahn der BAB4 Richtung Osten aufgeständert. Nach deren Fertigstellung nahm sie den ganzen Verkehr auf und die alte Unionbrücke wurde beräumt. Auch die direkt an der Autobahn stehenden Gewerbebauten von Koebig hatten weichen müssen. Dann wurde dort das Richtungsbauwerk hin zur Elbebrücke gebaut. Vor der Freigabe 2000 wurden die aus den alten Flügelmauern des Widerlagers Görlitz geborgenen Wappen und Namenszüge der Städte Radebeul und Dresden aus rötlichem Meißner Granit in das neue Verblendwerk aus rotem finnischen Granit auf der nördlichen Seite der Meißner Straße integriert.

## Bauwerk von 1937
Die 1937 fertiggestellte, leicht gebogene Brücke (Radius 2000 Meter) hatte acht Öffnungen und eine Länge von 253,7 m. Die beiden nebeneinanderliegenden Teilbauwerke der Brücke bestanden aus zwei durchlaufenden Stahlblechträgern im Abstand von 6,30 m mit zwei weiteren Längsträgern zwischen den Hauptträgern. Die Gesamtbreite betrug 19 m. Je Richtungsteilbauwerk standen zwei Fahrspuren zur Verfügung. Das Quergefälle der Fahrbahnplatten betrug 4 %.
Im Süden liegt das heute noch bestehende Widerlager 0 (Dresden), ein begehbarer Eisenbetonhohlkasten, im Norden das heute noch bestehende Widerlager IX (Görlitz), das hinterfüllt ist. Auf dem Pfeiler IV nördlich der Bahnstrecke befand sich das Festlager, das aus Beton mit einer Werksteinverblendung aus rötlichem Meißner Granit bestand. Südlich der Meißner Straße steht der heute noch genutzte Pfeiler VIII, der ebenfalls aus Beton mit einer Werksteinverblendung aus rötlichem Meißner Granit bestand. Pfeiler IV und VIII nahmen jeweils beide Teilbauwerke auf. Die genieteten Tragwerke über den Gleisen zwischen Widerlager 0 und Festlager IV sowie über das ehemalige Industrieareal zwischen Festlager IV und Pfeiler VIII lagerten auf je drei genieteten Pendelrahmenpaaren (Pfeiler I, II, III und Pfeiler V, VI, VII) als Stahltorrahmen auf jeweils einzelnen Fundamenten.

## Bauwerk von 2000

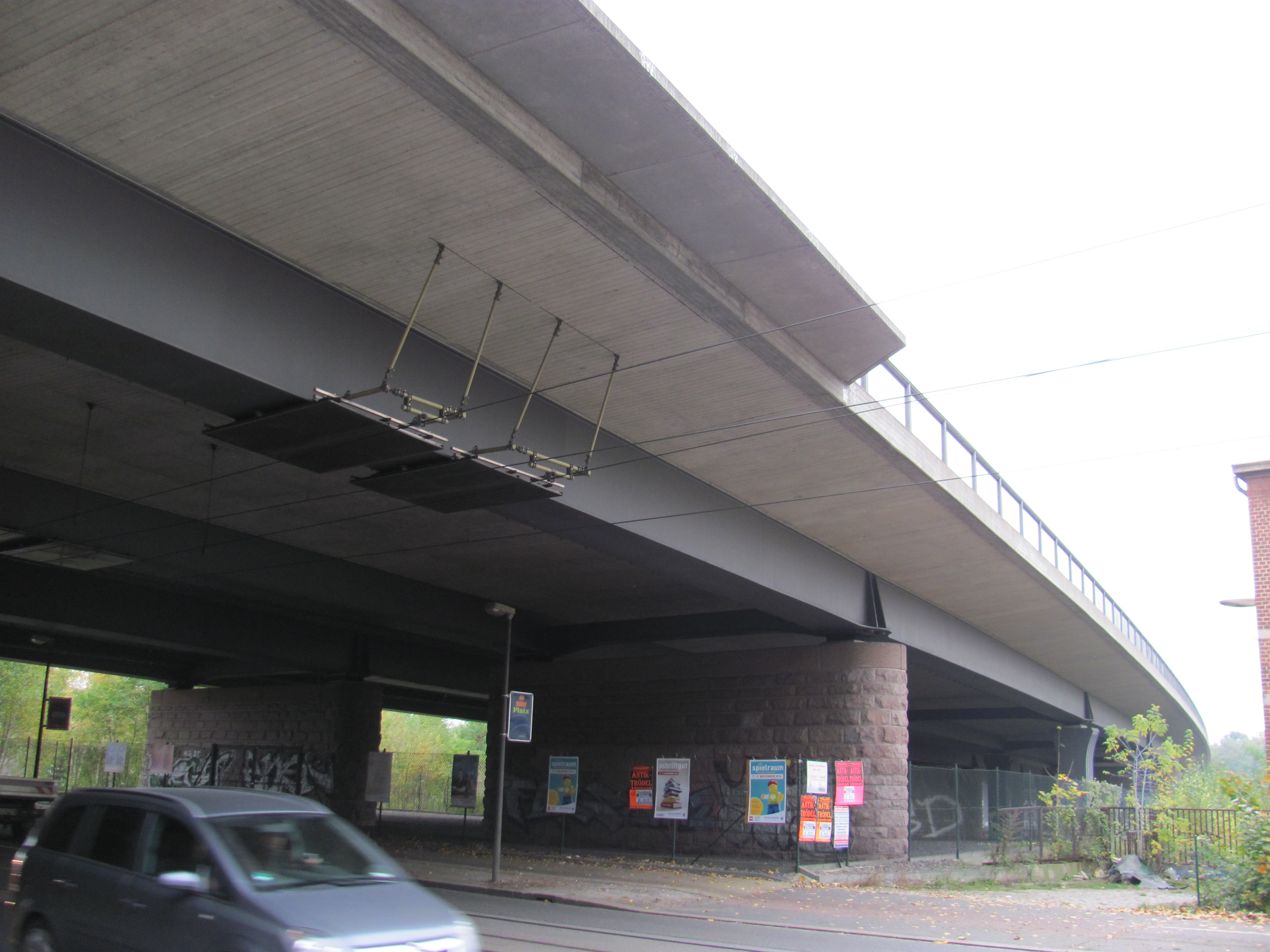
Straßenbahnunterführung Meißner Str. Blick auf den neuummantelten historischen Brückenpfeiler rechts, der die ehemalige Gesamtbrückenbreite anzeigt. Links sein Neubaupendant; dahinter die neuen Stützen

Die Mitte 2000 fertiggestellte, im Grundriss leicht gekrümmte Balkenbrücke (Radius 2500 Meter) hat acht Öffnungen und eine Länge von 253,7 m. Die maximale Spannweite beträgt 35 m und die konstante Konstruktionshöhe 1,6 m. Die beiden nebeneinanderliegenden Teilbauwerke der Stahl-Spannbeton-Verbundbrücke haben als Bauwerkssystem in Längsrichtung den Durchlaufträger, in Querrichtung sind sie als zweistegige Plattenbalkenquerschnitte ausgeführt. Die zwei Hauptträger der Plattenbalken bestehen aus luftdicht verschweißten Stahlhohlkästen. Der Verbund mit der insgesamt 38,25 m breiten Stahlbetonfahrbahnplatte erfolgt durch Kopfbolzendübel. Das Quergefälle der Fahrbahnplatten beträgt 3 %.
Die beiden Widerlager 0 (Dresden) und IX (Görlitz) wurden wiederverwendet und verbreitert. Der Pfeiler VIII an der Meißner Straße stützt nun, mit rotem finnischen Granit verblendet, die Richtungsfahrbahn Chemnitz. Der danebenstehende neue Betonpfeiler der Richtungsfahrbahn Görlitz ist gleichermaßen verkleidet. Dieser rote finnische Granit wurde auch für die Verkleidung der Widerlager und ihrer Flügelmauern verwendet. Zwei ähnliche Betonpfeiler stehen nördlich der Bahngleise. Zwischen den Gleisen stützen wieder wie vormals drei Stützenreihen (jetzt mit je vier Stahlverbundstützen pro Reihe) die Autobahn; auf dem ehemaligen Areal der Union-Werke stehen zwischen den beiden Betonpfeilerreihen jetzt jedoch nur noch zwei Stützenreihen statt vorher drei, da die Pfeilerreihe an den Bahngleisen verrückt und parallel zum dortigen Gleisverlauf schräggestellt wurde.
Im Nordosten der Unionbrücke liegt die Anschlussstelle Wilder Mann; Richtung Südwesten folgen auf die Unionbrücke die Anschlussstelle Dresden-Neustadt, die Elbe-Flutbrücke sowie die Elbebrücke Dresden. Dann kommt die Anschlussstelle Dresden-Altstadt. Die drei den Elbtalkessel überspannenden Brücken zwischen der rechtselbischen Jungen Heide und dem linkselbischen Meißner Hochland sind im gestalterischen Zusammenhang als Brückenfamilie neu errichtet worden, wofür sie als Best-Practice-Beispiel für Verkehrsbauten ausgezeichnet wurden.

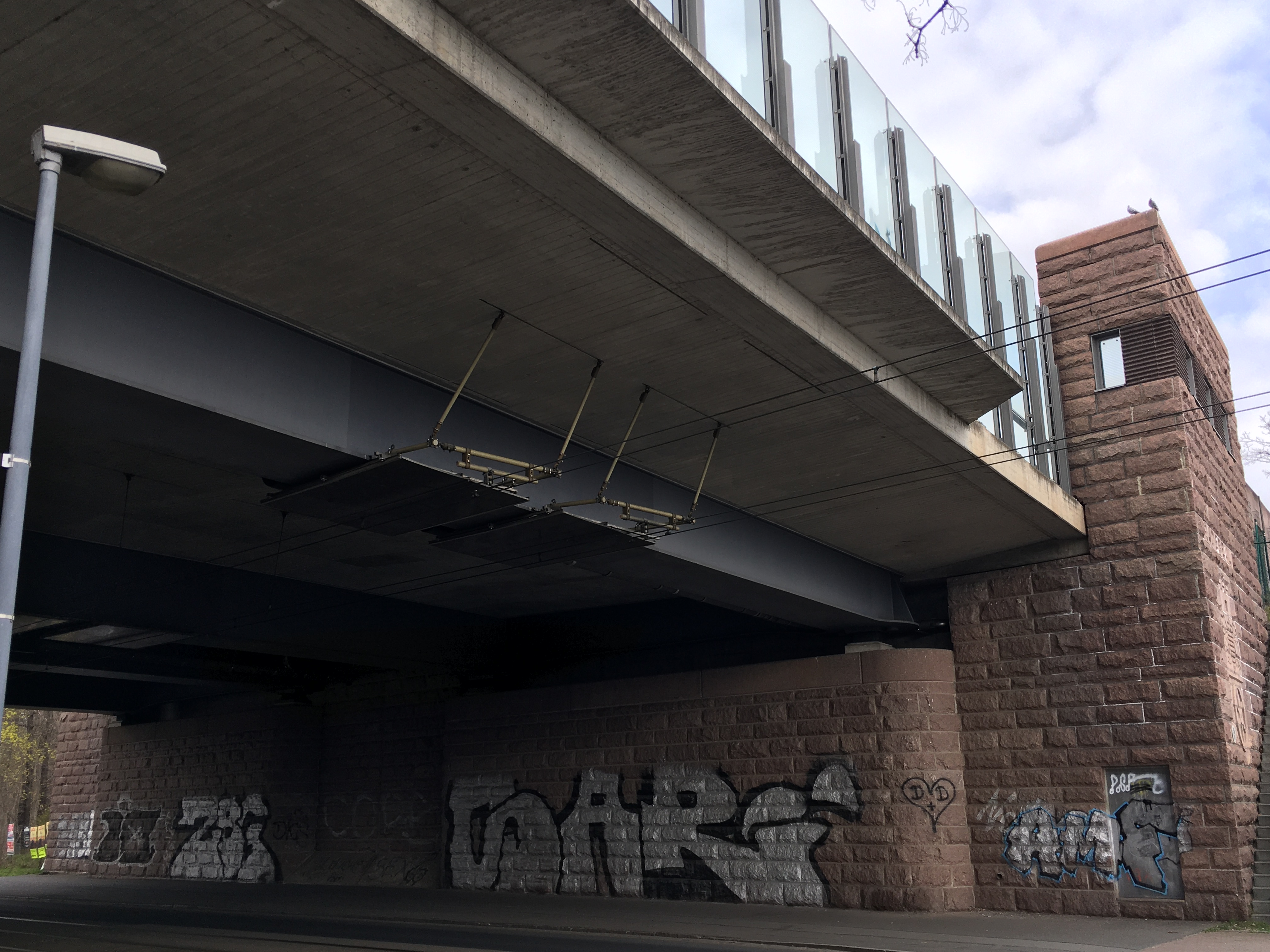
Ostseite: nördliches Widerlager Meißner Straße. Zugang in das Innere der östlichen Flügelmauer?
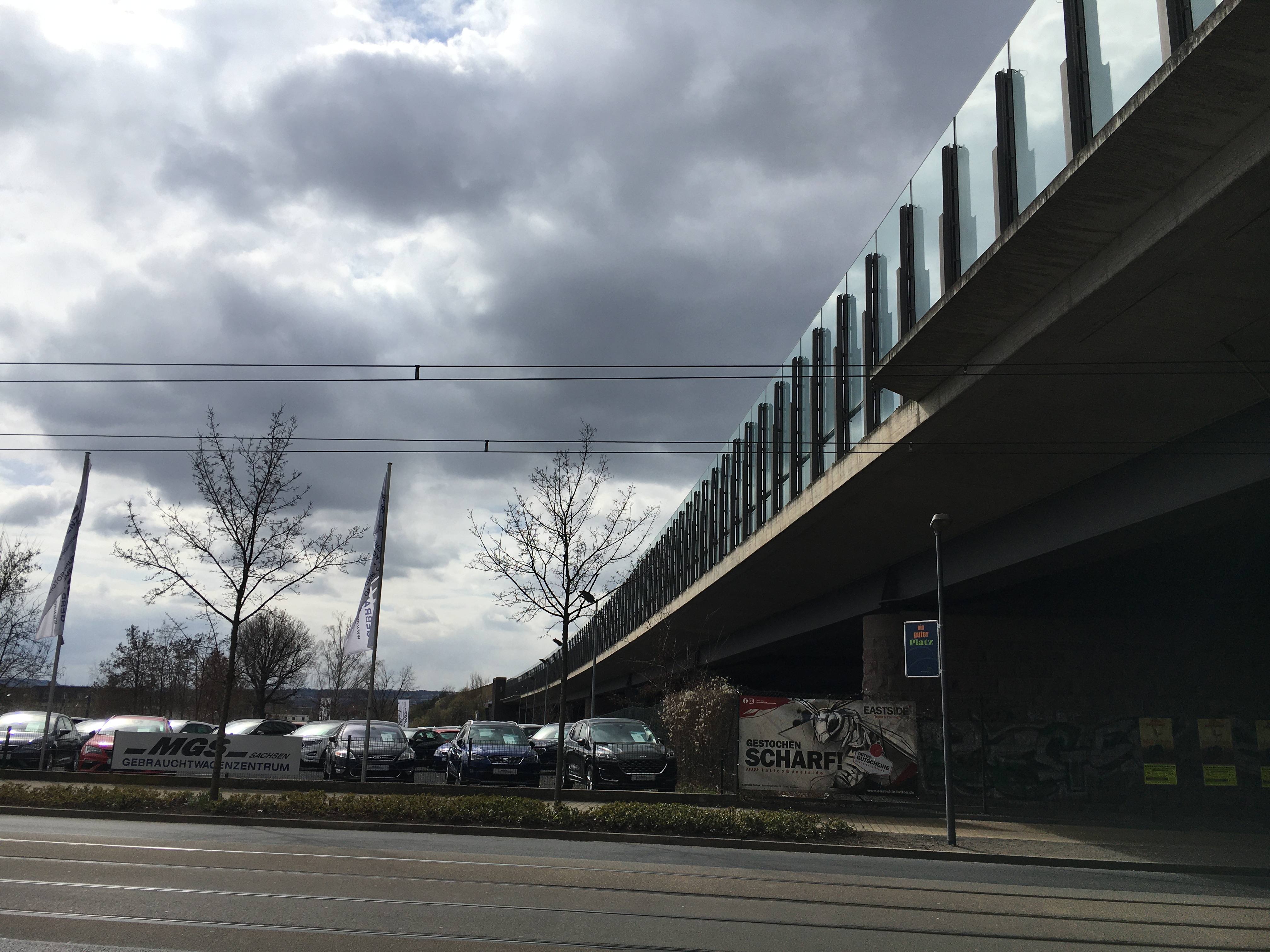
Ostseite: Blick vom Widerlager IX zum Widerlager 0 zeigt die Krümmung im Radius 2500 m
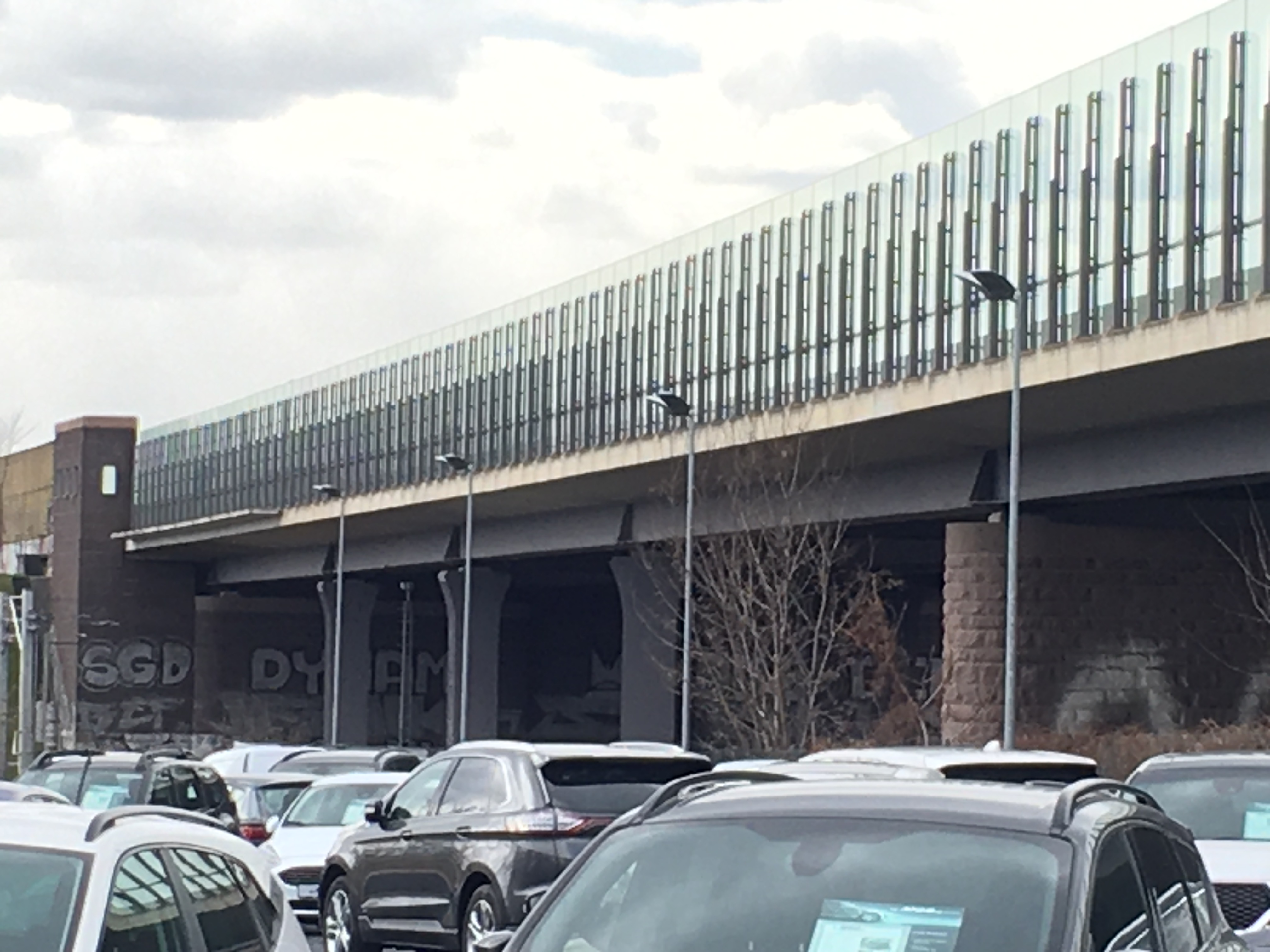
Ostseite: Zoom auf die Gleisdurchfahrt mit Betonpfeiler, zwei Stützenreihen und Widerlager
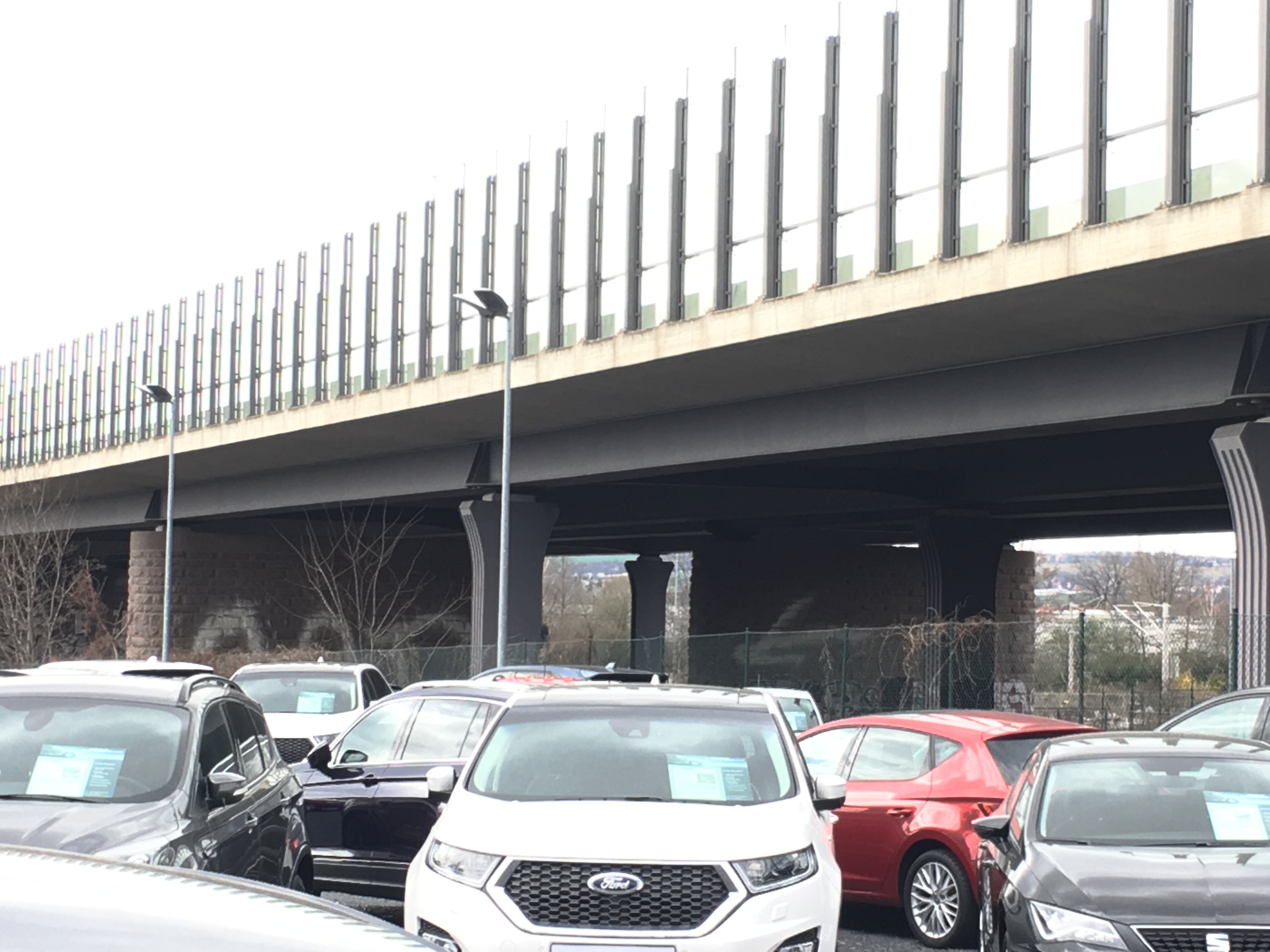
Ostseite: Blick auf die beiden Betonpfeiler (Lager IV) nördlich der Gleise
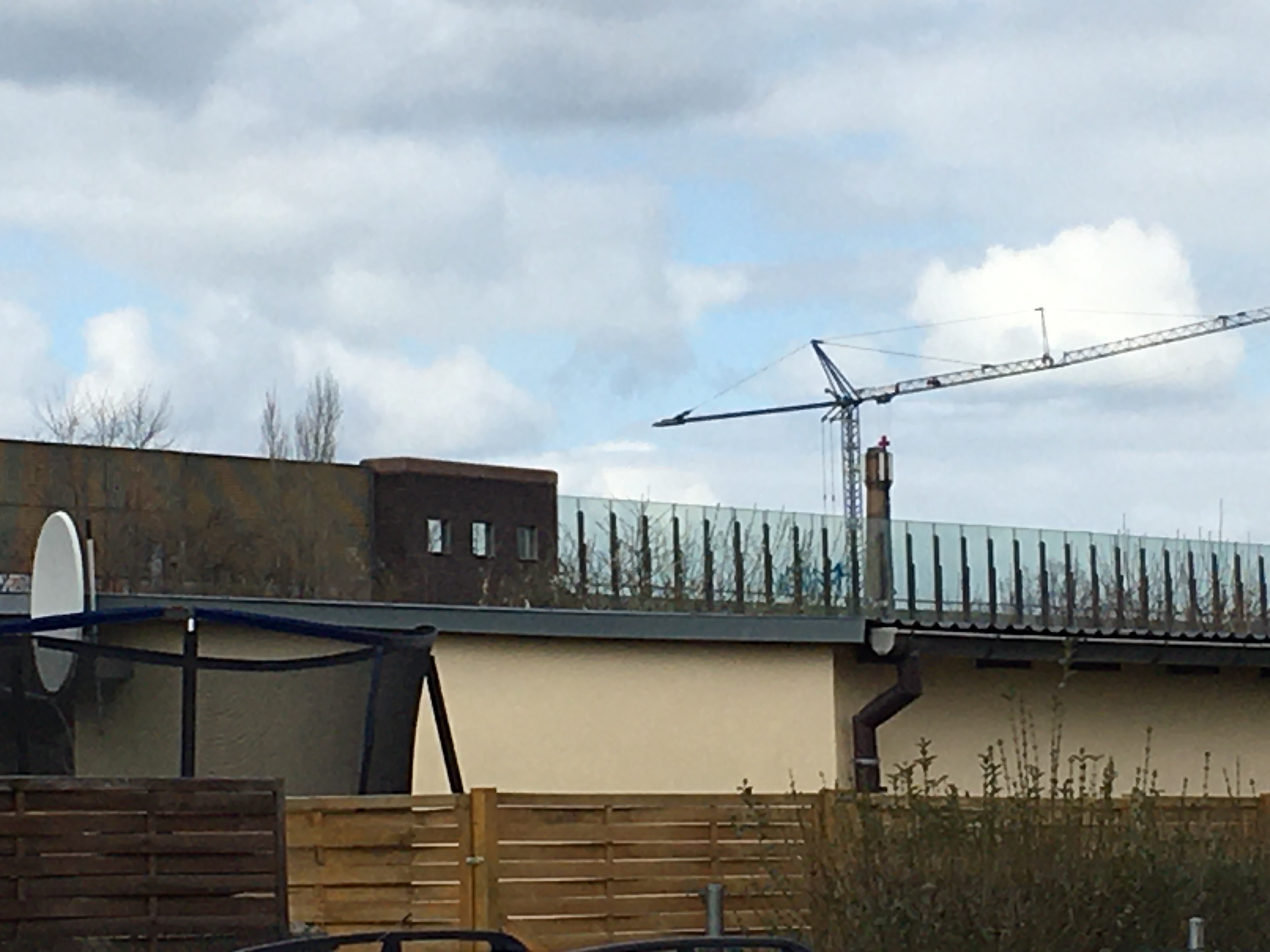
Südostseite: von der Dresdner Dungerstraße über den Kleingartenverein Elbtal I hinweg

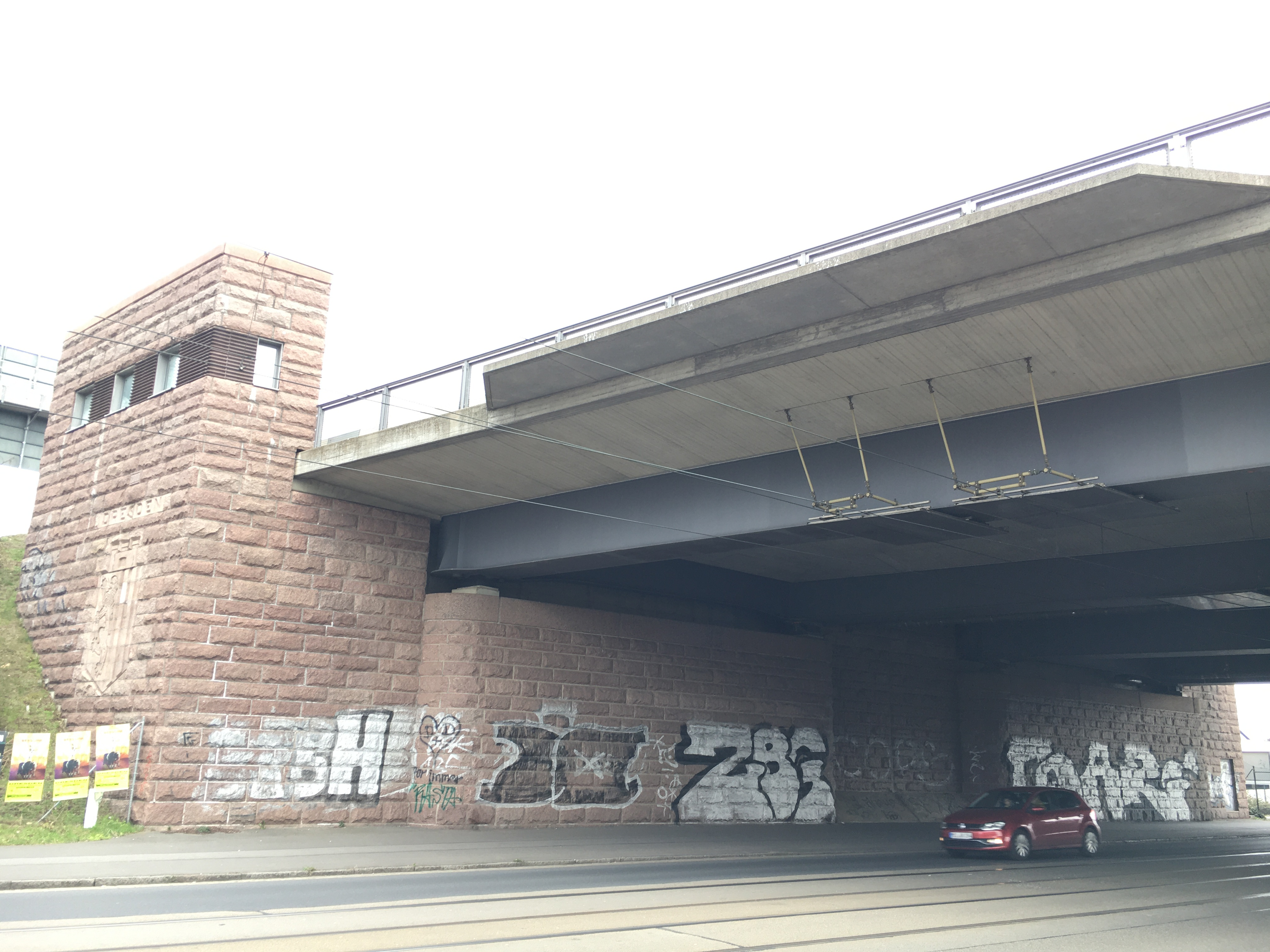
Westseite: nördliches Widerlager
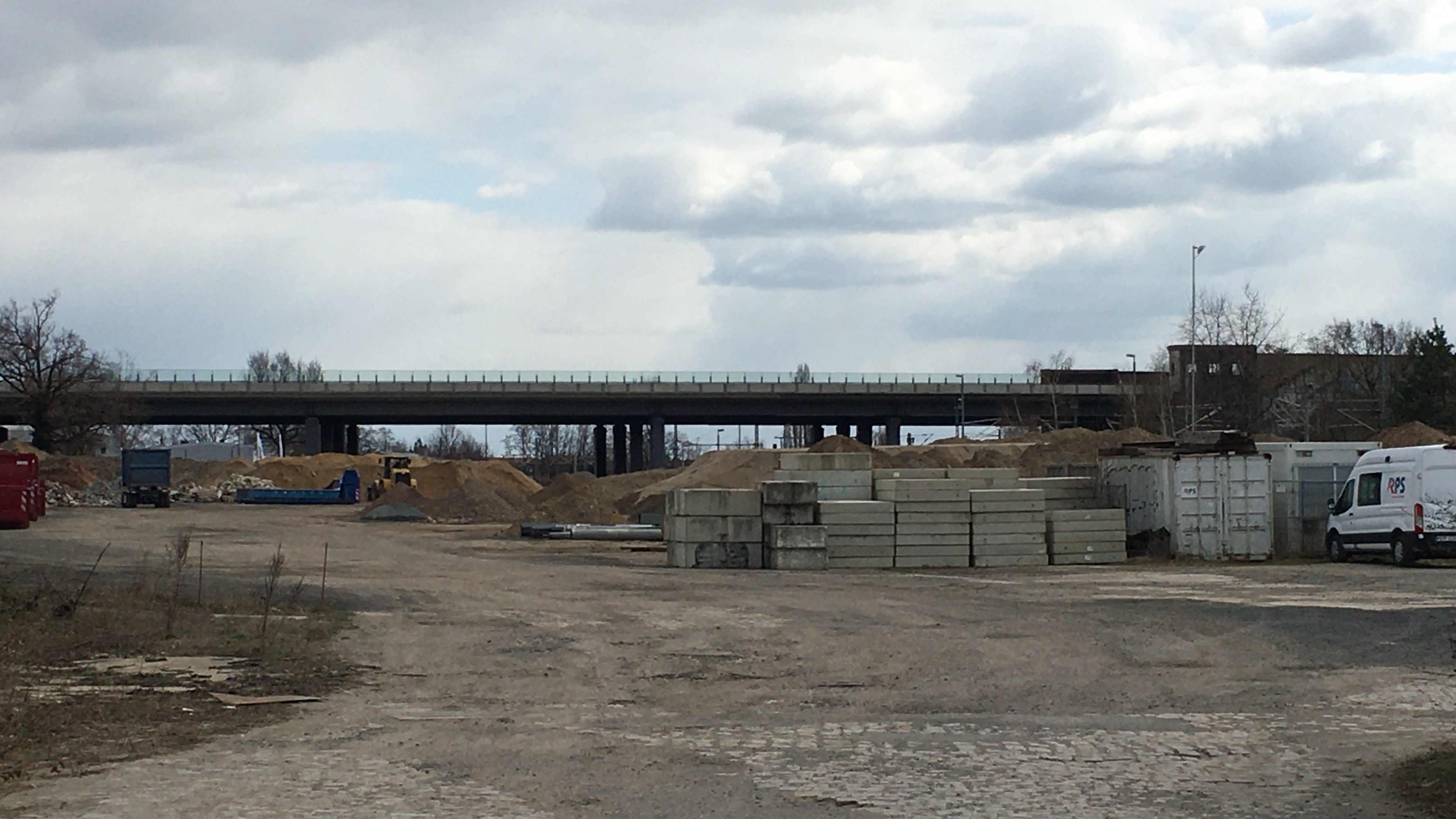
Westseite: von der Forststraße aus. Die nördlich der Gleise liegenden Industriebahnanschlüsse sind im Jahr 2022 beräumt
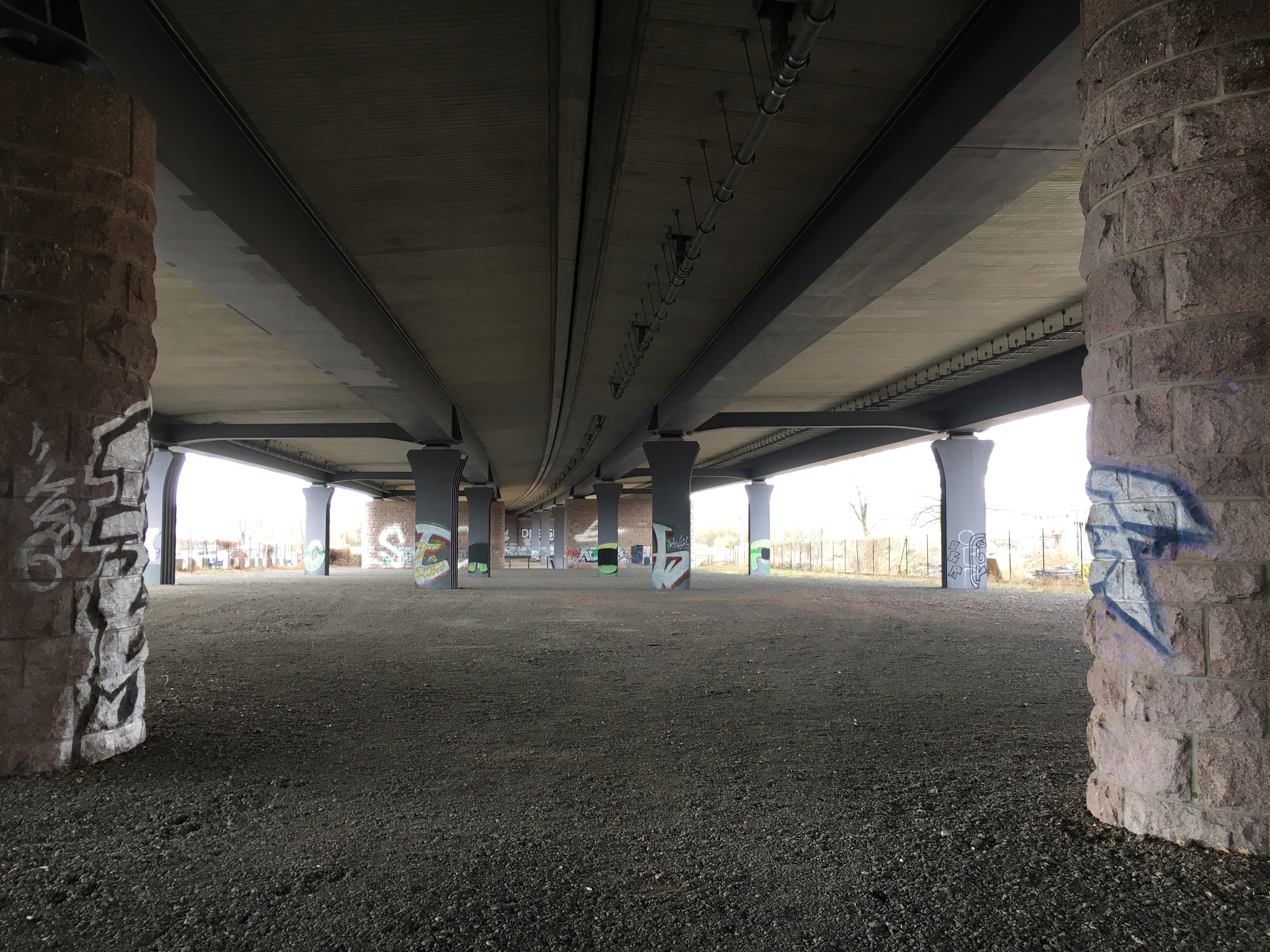
Unterkonstruktion: Von den Betonpfeilern Meißner Straße bis zum südlichen Widerlager
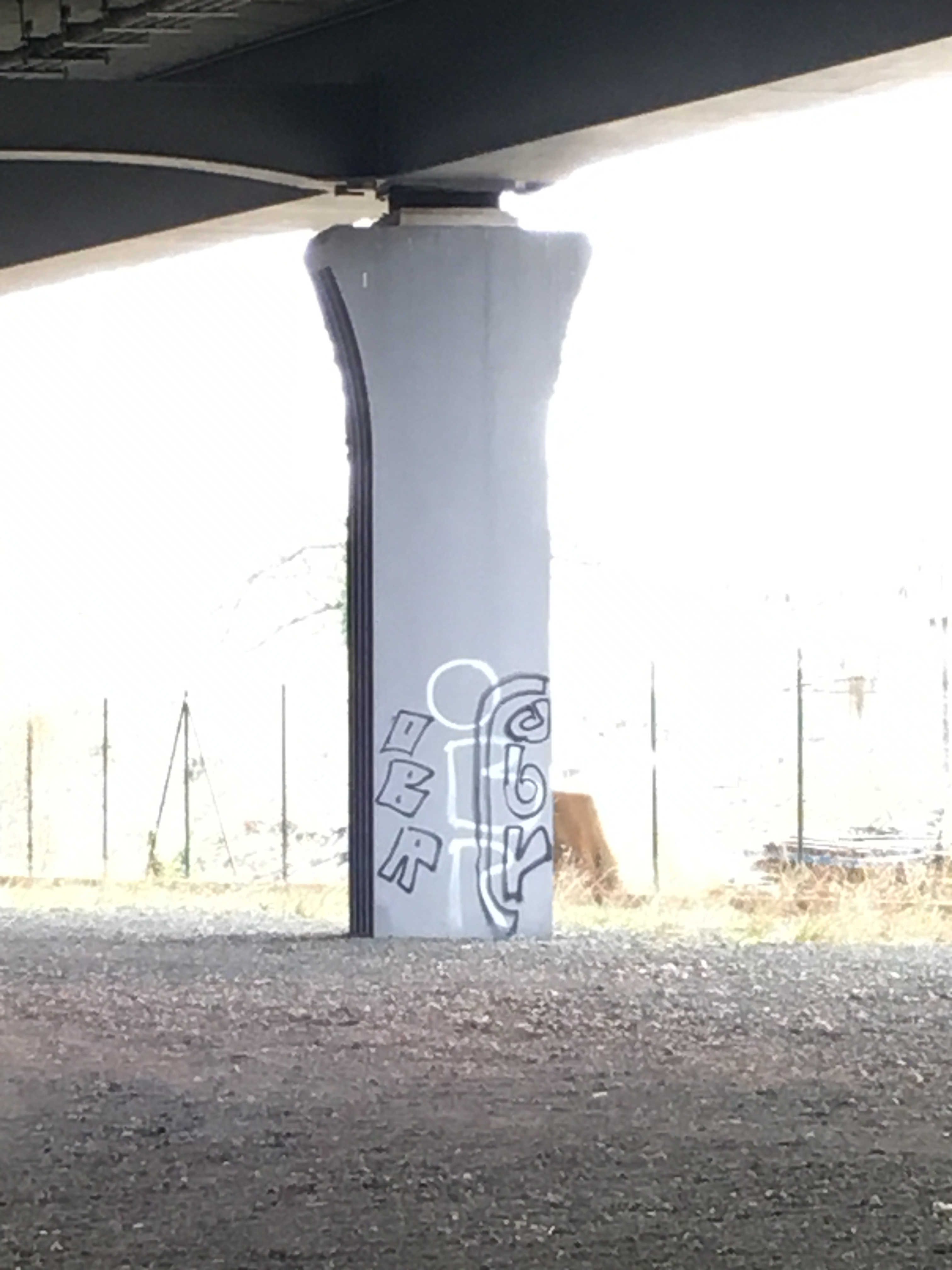
Eine der Stützen im Detail